# Sirtjärnen
Sirtjärnen är en sjö i Göteborgs kommun i Västergötland och ingår i Göta älvs huvudavrinningsområde. Sirtjärnen ligger i Vättlefjäll Natura 2000-område. Sjöns area är 0,108 kvadratkilometer och den befinner sig 104 meter över havet.

## Bilder

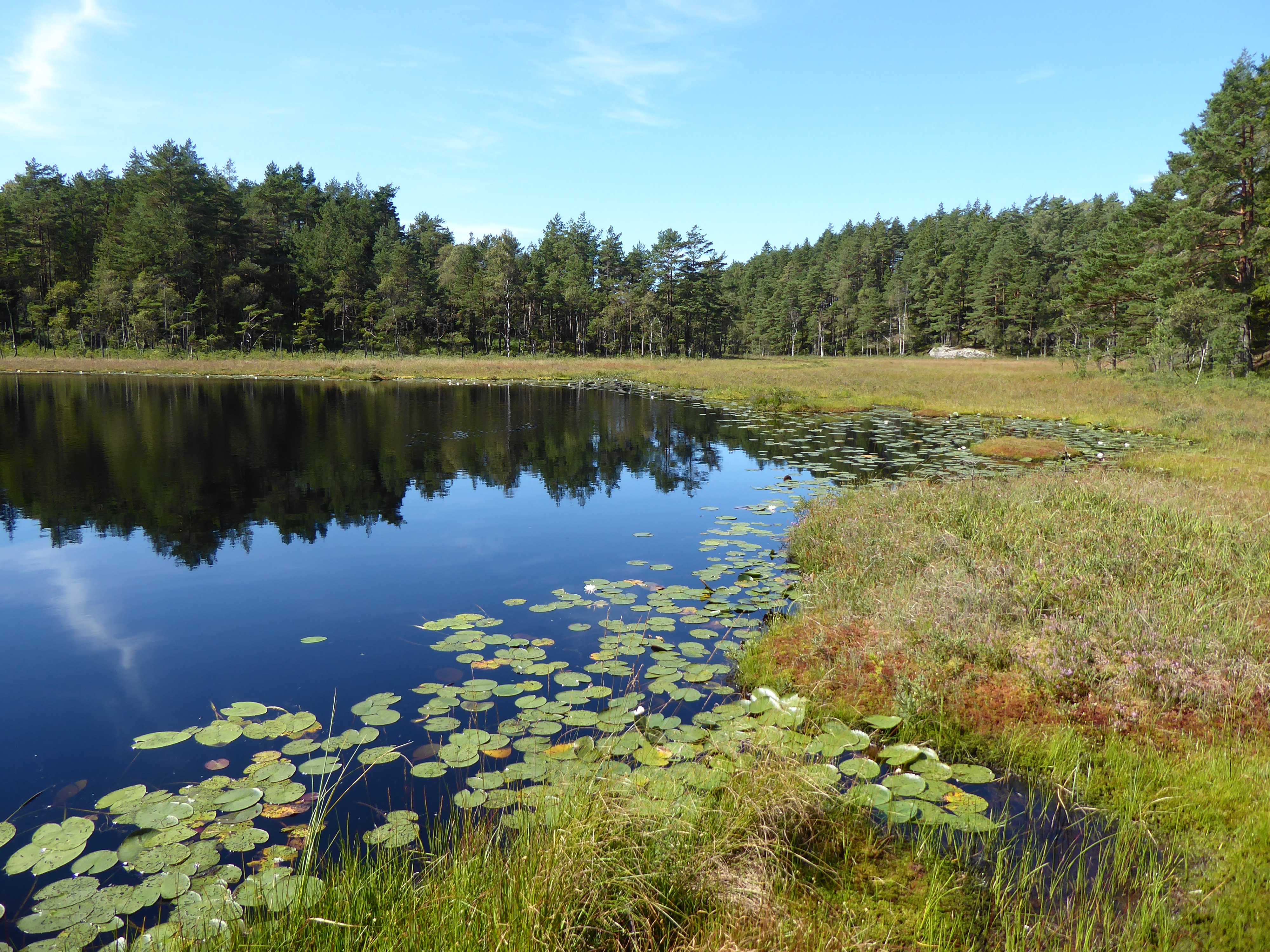
Sirtjärnens norra ände
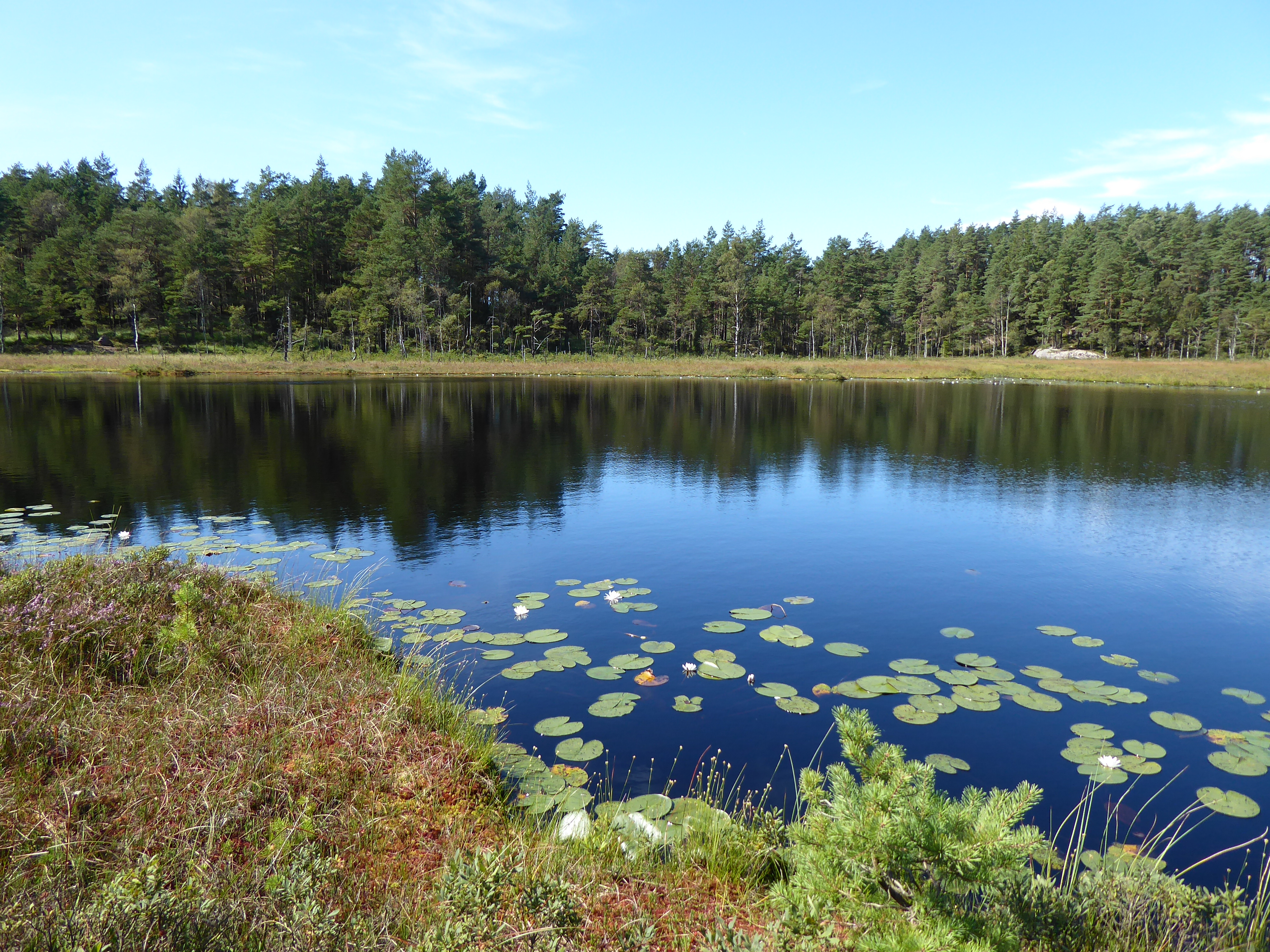
Sirtjärnen österifrån
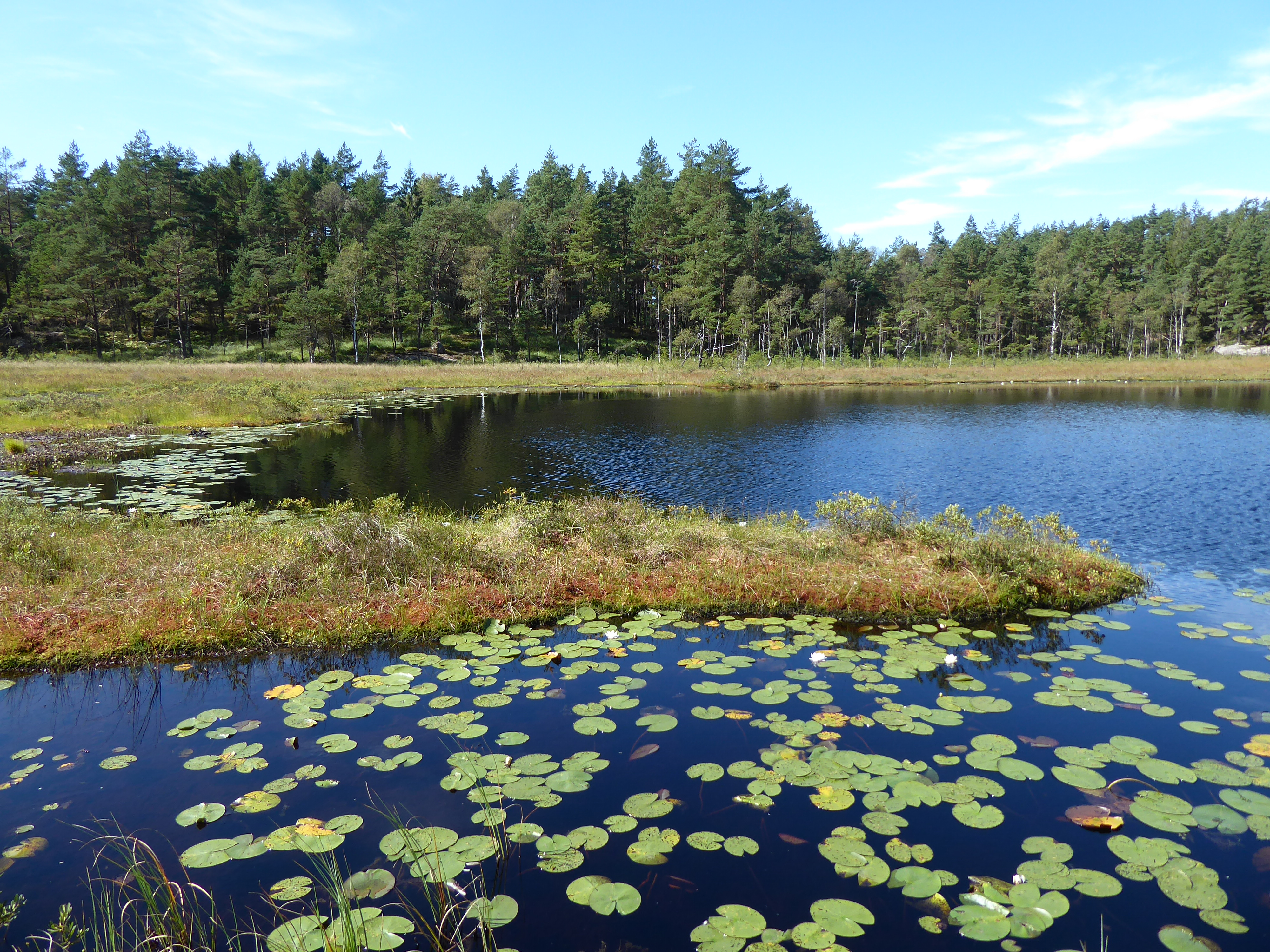
Sirtjärnens södra ände